# Destiny (musikalbum)
Destiny är ett musikalbum av The Jacksons. Albumet var brödernas första självproducerade album och den hade den stora hiten "Shake Your Body". Destiny hamnade på 11 platsen på albumlistan. "Blame it on the boogie" blev inte större hit direkt utan blev större några år senare. "Things I Do For You" blev en smärre hit och framfördes live både på Victory Tour och Bad Tour.

## Låtlista
1. "Blame It on the Boogie" (Michael Jackson (annan person orelaterad), D. Jackson)
2. "Push Me Away" (Michael Jackson)
3. "Things I Do For You" (Michael Jackson/Randy Jackson/Jackie Jackson/Tito Jackson/Marlon Jackson)
4. "Shake Your Body (Down to the Ground)" (Michael Jackson/Randy Jackson)
5. "Destiny" (Michael Jackson/Randy Jackson/Jackie Jackson/Tito Jackson/Marlon Jackson)
6. "Bless His Soul" (Michael Jackson)
7. "All Night Dancin'" (Michael Jackson/Randy Jackson)
8. "That's What You Get (For Being Polite)" (Michael Jackson)